# 聂成文
聂成文（1946年2月—），男，汉族，辽宁辽阳人，中国书法家、艺术家。

## 生平
1968年10月参加工作，1972年12月加入中国共产党。

## 外部連結
- 聂成文︱枯笔的大胆运用 （页面存档备份，存于）